# Rückgrat (Band)
Rückgrat war eine österreichische Hip-Hop-Band aus Linz. Sie bestand aus den drei Mitgliedern MC Markee (Markus Höflinger), DJ Twang (Thomas Rohrauer) und Megga (Martin Egger).

## Geschichte
Rückgrat wurde 1997 gegründet und nach kurzer Zeit von der österreichischen Band Texta entdeckt, auf deren Plattenlabel Tonträger Records bereits 1999 die erste EP Rückgratmeute veröffentlicht wurde. 2003 erschien dann, ebenfalls auf Tonträger Records, das Album Konfrontation, auf dem sich auch ihr größter Hit Dreckige Rapz befand. Wert legten die drei vor allem auf Battle-Raps und Wortspiele, wobei die Texte teilweise in österreichischem Dialekt gerappt wurden (Dreckige Rapz, Spuck Rapz, S'nexte Extrem, Oida Voda).

## Kollaborationen
Wie im Hip-Hop üblich, finden sich in den Diskografien der beteiligten Musiker auch unzählige Kollaborationen, Soloprojekte und Features. Eine Besonderheit bilden die Collabo-Projekte Markante Handlungen und Die Unsichtbaren, an denen alle drei Rückgrat-Mitglieder beteiligt waren.

## Diskografie
| Jahr | Album                                 | Format       | Song                 |
| ---- | ------------------------------------- | ------------ | -------------------- |
| 1999 | BoomBap (Teil 3 Vom Ei)               | Compilation  | Streiche im Quartett |
| 1999 | Rückgratmeute                         | 12" Vinyl EP |                      |
| 2001 | Decks 'n' Mics 2 - Underground Stylez | Compilation  | Arche Noah           |
| 2002 | Auf der Flucht / Dreckige Rapz        | 12" Vinyl EP |                      |
| 2003 | Konfrontation                         | Album        |                      |
| 2003 | Konfrontation Instrumentals           | Album        |                      |
| 2003 | FM4 Soundselection 8                  | Compilation  | Dreckige Rapz        |

### Markee
Alias: Marquis, Marquee, Markee, Tibor Foco, Jack Untawega, Kroko Jack und als Jack Untawega Mitglied von Sodom & Gomorrah (mit BumBum Kunst von Engelstaub)
| Jahr | Interpret                             | Album                                                   | Song                                                   |
| ---- | ------------------------------------- | ------------------------------------------------------- | ------------------------------------------------------ |
| 1999 | Texta                                 | Gegenüber                                               | Championsound                                          |
| 2001 | Markante Handlungen                   | Boombap - Die Boombastische 04                          | Hände & Lungen                                         |
| 2002 | Kayo & Phekt                          | KO Drops EP                                             | Wilde Geschichten Remix                                |
| 2002 | Texta                                 | Wer? (EP)                                               | Tontraeger MC's                                        |
| 2004 | Texta                                 | So Oder So                                              | Koida Kaffee (Remix)                                   |
| 2004 | Die Antwort                           | Ein Grund Zum Feiern                                    | Volles Programm                                        |
| 2004 | Waxolutionists                        | Counter Fight                                           | Slangdunk                                              |
| 2005 | Engelstaub                            | Im Jahr des Drachen                                     | F.T.P., Kreuz                                          |
| 2005 | Kayo & Phekt                          | Split w/ Wisdom & Slime                                 | Limericks Pt.2                                         |
| 2005 | Markante Handlungen                   | Split w/ Vacunt                                         | Linz brennt                                            |
| 2005 | Markante Handlungen                   | Vollendete Tatsachen                                    |                                                        |
| 2005 | Markante Handlungen                   | FM4 Soundselection 12                                   | Höhere Gewalt                                          |
| 2006 | Die Unsichtbaren                      | Schwarze Erde                                           | Diverse (als Tibor Foco)                               |
| 2006 | Tibor Foco                            | Andagraund                                              |                                                        |
| 2006 | BumBum Kunst                          | Perpetuum Mobile                                        | Hupf In d'Heh, Killahz (als Tibor Foco)                |
| 2007 | TTR Allstars                          | Vü Z'Vü                                                 | Vü Z'Vü, 4020, A TTR Aktion (als Tibor Foco)           |
| 2007 | Die Antwort                           | Glutamat                                                | Mieses Gschäft (als Tibor Foco)                        |
| 2007 | Benedikt Walter                       | Transylvanien Der Dorn Der Liebe                        | Aktenzeichen B.W. (als Tibor Foco)                     |
| 2007 | Jack Untawega & BumBum Kunst          | Sodom & Gomorrah EP                                     |                                                        |
| 2007 | Die Vamummtn                          | Gehts Brunzn                                            | Gehts Brunzn (als Sodom & Gomorrah)                    |
| 2008 | Sodom & Gomorrah                      | Slangsta 4 Life                                         |                                                        |
| 2008 | Digga Mindz                           | Mad Pattern Creationz Vol.2                             | Punchlines (als Jack Untawega)                         |
| 2008 | Kayo, Jack Untawega, Sodom & Gomorrah | Slangsta Wödweid                                        | Competition, Taj Mahal, Wödweid, Da BumBum und da Jack |
| 2009 | BumBum Kunst                          | Supaslangsta                                            | So Bes (als Jack Untawega)                             |
| 2009 | Skero                                 | Memoiren eines Riesen                                   | Ursula Lee (als Markee)                                |
| 2009 | Jack Untawega feat. 500 aka Fick Rick | Eiskoit Serviert (EP)                                   | Sie is a Sau                                           |
| 2010 | Sodom & Gomorrah                      |                                                         | Oda So                                                 |
| 2010 | Flip                                  | Umberto Ghetto                                          | Des Oage Zeig (als Tibor Foco)                         |
| 2010 | Chakuza                               | Suchen & Zerstören II                                   | Wixxa (als Jack Untawega)                              |
| 2010 | Chakuza feat. Jack Untawega           | DJ Stickle: Ich Weiss Was Du Letzten Sommer Gehört Hast | Waun Uns Irgendwos Ned Passt                           |
| 2011 | Jack Untawega feat. Dame              | Hip Hop Lebt Volume 1                                   | Rap Wieder Leiwaund                                    |
| 2011 | Kayo                                  | Des Sogt Eigentlich Ois                                 | Competition Remix (als Jack Untawega)                  |
| 2011 | Chakuza feat. Jack Untawega           | Freetracksampler 2                                      | Waun Uns Irgendwos Ned Passt                           |
| 2011 | $MC                                   | Mixtape 4                                               | Dei Muada (als Jack Untawega)                          |
| 2011 | Kroko Jack                            | Mixtape Vol. 1                                          |                                                        |
| 2011 | 500 aka Fick Rick                     | Wenn da Huat brennt                                     | 500 Krokodü (als Kroko Jack)                           |
| 2011 | King Orgasmus One                     | MILF (Mothers I Like To Fuck)                           | Drah Die!!! (als Kroko Jack)                           |
| 2011 | BumBum Biggalo                        | Gaunz oda Goaned                                        | Da Scheiss heat auf (als Kroko Jack)                   |
| 2012 | Kroko Jack                            | Beesa Bua                                               |                                                        |
| 2012 | Chakuza feat. Jack Untawega           |                                                         | Stoistodt                                              |
| 2012 | Kroko Jack                            | FM4 Soundselection 27                                   | Micjack                                                |
| 2014 | Kroko Jack                            |                                                         | Pipi                                                   |
| 2015 | Kroko Jack                            |                                                         | Bankomat                                               |
| 2015 | Kroko Jack                            | FM4 Soundselection 32                                   | Kraunknstaund                                          |
| 2016 | Kroko Jack                            | FM4 Soundselection 33                                   | Bledsinn                                               |
| 2017 | Kroko Jack                            | FM4 Soundselection 36                                   | Amadeus                                                |
| 2017 | Kroko Jack                            | Extra Ordinär                                           |                                                        |
| 2018 | Kid Pex feat. Kroko Jack              |                                                         | So viel Polizei                                        |

### DJ Twang
| Jahr | Interpret           | Album                           | Song                      |
| ---- | ------------------- | ------------------------------- | ------------------------- |
| 2001 | Markante Handlungen | Boombap - Die Boombastische 04  | Hände & Lungen            |
| 2004 | Waxolutionists      | Counter Fight                   | Slangdunk                 |
| 2005 | Markante Handlungen | Split w/ Vacunt                 | Linz brennt (Cuts)        |
| 2005 | Markante Handlungen | Vollendete Tatsachen            | 1200 Ways, Buchstabiert   |
| 2005 | Markante Handlungen | FM4 Soundselection 12           | Höhere Gewalt             |
| 2006 | Die Unsichtbaren    | Schwarze Erde                   | Manifest, Kuckucksnest    |
| 2007 | TTR Allstars        | Vü Z'Vü                         | Vü Z'Vü                   |
| 2007 | Twang               | Code Complex                    |                           |
| 2007 | Die Antwort         | Glutamat                        | Auf Eich                  |
| 2007 | TTR Allstars        | Vü Z'Vü - Kerkersessions Vol. 1 |                           |
| 2007 | DJ BRX              | EP Remix CD                     | True Sounds (Twang Blend) |

### Megga
| Jahr | Interpret           | Album                          | Song                                            |
| ---- | ------------------- | ------------------------------ | ----------------------------------------------- |
| 2001 | Markante Handlungen | Boombap - Die Boombastische 04 | Hände & Lungen                                  |
| 2002 | Kayo & Phekt        | KO Drops EP                    | Erzählt, Wilde Geschichten Remix                |
| 2005 | Kayo & Phekt        | Split w/ Wisdom & Slime        | Limericks, Limericks Pt.2                       |
| 2005 | Markante Handlungen | Vollendete Tatsachen           | Intro, Anthem, Limericks, Volles Programm Remix |
| 2005 | Markante Handlungen | FM4 Soundselection 12          | Höhere Gewalt                                   |
| 2006 | Die Unsichtbaren    | Schwarze Erde                  | Kuckucksnest                                    |
| 2006 | Tibor Foco          | Andagraund                     | Ganjasound Remix                                |
| 2007 | Twang               | Code Complex                   |                                                 |